# Vetlanda BK
Vetlanda BK ist ein schwedischer Bandyverein aus der schwedischen Stadt Vetlanda.
Der Verein wurde im Jahre 1945 gegründet. Die Herrenmannschaft stieg erstmals in der Saison 1960/61 in die höchste Spielklasse (Bandyallsvenskan) auf man stieg allerdings gleich wieder ab. In den Saisons 1964/65, 1967/68, 1969/70, 1978/79–1979/80 konnte man ebenfalls, wenn auch kurz in der Bandyallsvenskan spielen. Nach dem erneuten Aufstieg in der Saison 1981/82 konnte Vetlanda BK sich längerfristig in der obersten Spielklasse behaupten. In dieser Zeit konnte der Verein auch dreimal Schwedischer Meister werden. Im Jahr 1999 stieg man für eine Saison ab. Seit dem Jahr 2000 spielt Vetlanda BK wieder erstklassig.
Vetlanda BK trägt seine Heimspiele in der Arena Tjustkulle (gen. „Kullen“) aus.

## Erfolge
- Schwedischer Meister: 1986, 1991, 1992
- World Cup: 1988, 1993
- Europapokal: 1991